# Melingssjön
Melingssjön är en sjö i Fagersta kommun i Västmanland och ingår i Norrströms huvudavrinningsområde. Sjön är 3,5 meter djup, har en yta på 0,07 kvadratkilometer och befinner sig 83 meter över havet.